# Boonville (Missouri)
Boonville ist eine Stadt im US-Bundesstaat Missouri. Als größte Stadt des Cooper Countys bildet sie dessen Verwaltungssitz, den sogenannten County Seat. Die Schlacht um Boonville, gefolgt von drei ebenfalls kleinen Gefechten in den anfolgenden Jahren, fand hier 1861 während des Sezessionskriegs statt. Die offizielle Bevölkerungszählung des Jahres 2020 ermittelte eine Einwohnerzahl von 7,964.

## Geographie
Mit einer Gesamtfläche von 20,88 km², liegt Boonville im Norden des Countys, auf dem Südufer des Missouri Rivers, und grenzt an den Howard County. Die Stadt liegt damit relativ zentral in Missouri, etwa 220 km westlich von St. Louis.

## Geschichte
Bevor die permanente Siedlung, welche sich zum heutigen Boonville entwickeln sollte entstand, waren Daniel Boones Söhne, Nathan and Daniel Morgan von 1806 bis 1810 in der Gegend im Salz-Geschäft tätig. Das Salz, welches sie im Boon's Lick, wie die Mineralquelle, welche ungf. 13 Meilen südlich des heutigen Boonvilles lag genannt wurde, gewannen, verkauften die Brüder in St. Louis. Früh wurde die Region, beidseitig des Flusses daher „Boone’s Lick Country“ genannt.
Stephen Cole und William Temple Cole, geboren in New River, Virginia und Cousins der Gebrüder Boone, heirateten die Schwestern Phoebe und Hannah Allison und zogen zu viert nach Cumberland, Kentucky von wo sie weiter ins Upper Louisiana Territory reisten. Dort gründeten sie, heute bei Hermann, Missouri eine Siedlung auf Loutre Island. 1810 wurden die Siedler dort Opfer eines Überfalls von einer Gruppe Indigener bei dem sieben Pferde entführt wurden. Um diese wiederzuholen, begaben sich neben anderen Freiwilligen, die Gebrüder Cole auf eine Verfolgungsjagd auf der sie nach zwei Tagen in der Nacht erneut angegriffen wurden, wobei William starb. Stephen entkam mit schweren Verletzungen, nachdem er angeblich vier der Angreifer getötet hatte.
Unter der Führung von Benjamin Cooper zogen im Februar desselben Jahres die Coles, bestehend aus der nun verwitweten Hannah Cole, ihren neun Kindern, ihrem Schwager Stephen Cole, seiner Frau Phoebe Cole und deren fünf Kindern, mit ein paar anderen Männern weiter und gründeten die Siedlung, welche sich später zur heutigen Stadt entwickelte. Auf Grund weiterer Auseinandersetzungen mit den Sac- und Fox Indianern, verließen die Coles 1812 die Siedlung, um auf der Nordseite des Missouri in Sicherheit zu sein. Ausschlaggebend für die Flucht war ein Tag an welchem die Siedlung von ungefähr 400 Indianern umstellt war. Diese sahen sich während des Britisch-Amerikanischen Kriegs als alliierte Großbritannien.
Nachdem die Indianer um 1814 während des Britisch-Amerikanischer Kriegs vertrieben wurden, kehrten die Coles aus dem Exil zurück. Das Haus Hannah Cole's wurde befestigt und stellte im Juli 1816, nachdem die Siedlung durch weitere Zuzüge ab 1812 gewachsen war, den (ersten) Verwaltungssitz des damaligen Howard County. Das Gebiet des damaligen Howard Countys umfasste 43 der heutigen Counties in Missouri und Teile von sieben weiteren in Iowa. Im Dezember 1818 ging aus dem Howard County der Cooper County hervor, wobei Boonville nun der Hauptort des neuen Countys war und Fayette später zum Verwaltungssitz des nun geschrumpften Howard Countys ernannt wurde. Der Cooper County wurde nach dem zuvor genannten Benjamin Cooper benannt.
Das befestigte Haus Hannah Cole's wurde ab 1817 als Schule und auch als Wahllokal genutzt.
Durch Asa Morgan und Charles Lucas wurde am 10. Februar 1819 Boonville offiziell eingemeindet und in Grundstücke eingeteilt, die für „fantastische Preise“ verkauft wurden. Durch eine Spende von 50 Acre Land durch Morgan und Lucas wurde der Stadt weiterer Boden zur Verfügung gestellt.
Durch die strategische Lage am Missouri wurde Boonville während des Sezessionskriegs Schauplatz mehrerer Schlachten. Am 17. Juni 1861 kam es ungefähr eine Meile östlich der Stadt zur ersten Schlacht um Boonville, bei der die Unionstruppen des General Nathaniel Lyon die Konföderationstruppen zurückdrängten und die Stadt einnahmen. Drei weitere Schlachten passierten am 13. September 1861, am 11. Oktober 1863 und am 11. Oktober 1864 bei denen die Stadt unter Kontrolle von verschiedenen Seiten war. Vor allem die letzte Schlacht war von so kleiner Bedeutung, dass die Konföderationskräfte die Stadt am nächsten Tag verließen.
Die Geschichte Boonvilles wurde zunächst in A History of Cooper County. Missouri von Henry C. Levens and Nathaniel M. Drake 1876 beschrieben. Teile des Werks basieren auf Wiedergaben durch Kinder von Hannah Cole.

## Demografie
Nach der Volkszählung im Jahr 2020 lebten in Boonville 7,964 Menschen in 2,653 Haushalten. Die Bevölkerungsdichte betrug 381 Einwohner pro Quadratkilometer. In den 2,653 Haushalten lebten statistisch je 2.90 Personen.
Ethnisch betrachtet setzte sich die Bevölkerung zusammen aus 79,7 Prozent Weißen, 10,5 Prozent Afroamerikanern, 0,3 Prozent amerikanischen Ureinwohnern, 0,5 Prozent Asiaten sowie aus anderen ethnischen Gruppen; 7,8 Prozent stammten von zwei oder mehr Ethnien ab. Unabhängig von der ethnischen Zugehörigkeit waren 2,5 Prozent der Bevölkerung spanischer oder lateinamerikanischer Abstammung.
5,9 Prozent der Bevölkerung waren unter 18 Jahre alt, 74,2 Prozent waren zwischen 18 und 64 und 19,9 % Prozent waren 65 Jahre oder älter.
Das jährliche Durchschnittseinkommen eines Haushalts lag bei 50,923 USD. Das Pro-Kopf-Einkommen betrug 17.559,65 USD. 13,9 Prozent der Einwohner lebten unterhalb der Armutsgrenze.

## Söhne und Töchter der Stadt
- George Ainslie, Abgeordneter des US-Repräsentantenhauses für das Idaho-Territorium
- Nathaniel Albertson, Abgeordneter des US-Repräsentantenhauses für Indiana
- Henry S. Benedict, Abgeordneter des US-Repräsentantenhauses für Kalifornien
- John Cosgrove, Abgeordneter des US-Repräsentantenhauses für Missouri
- Sara Evans, Country-Musikerin
- Julia Lee, Jazz- und Bluesmusikerin
- John Gaines Miller, Abgeordneter des US-Repräsentantenhauses für Missouri
- Henry L. Myers, Abgeordneter des US-Senats für Montana
- Theron Moses Rice, Abgeordneter des US-Repräsentantenhauses für Missouri
- Joseph Franklin Rutherford, Gründer der Zeugen Jehovas und Präsident der Watch Tower Bible And Tract Society of Pennsylvania.
- Lon Vest Stephens, 29. Gouverneur von Missouri.
- George Graham Vest, Abgeordneter des US-Senats für Missouri
- Cordy Tindell Vivian, Autor und Aktivist der Bürgerrechtsbewegung
- Robert Patterson Clark Wilson, Abgeordneter des US-Repräsentantenhauses für Missouri